# 膀胱結石

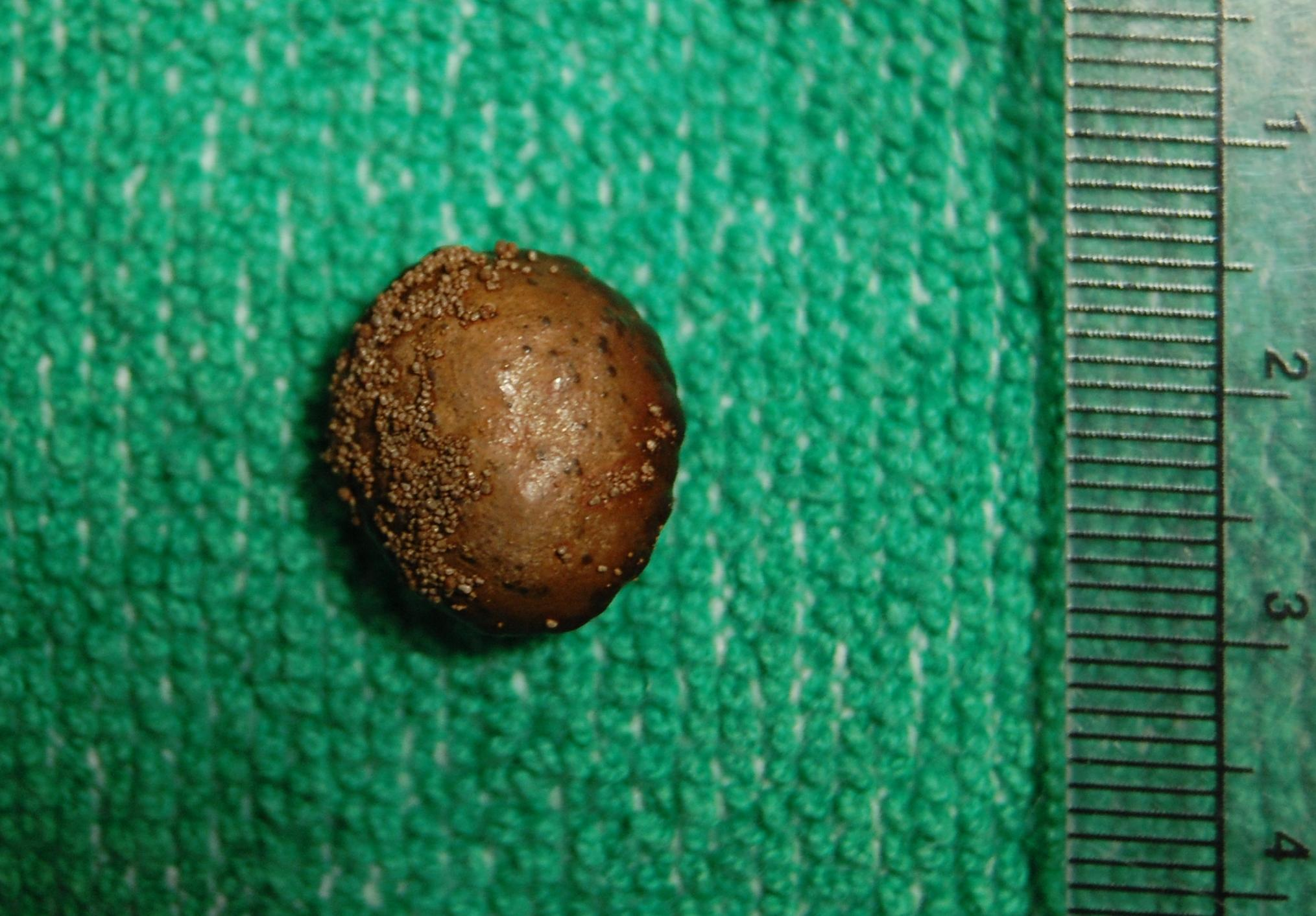
膀胱結石

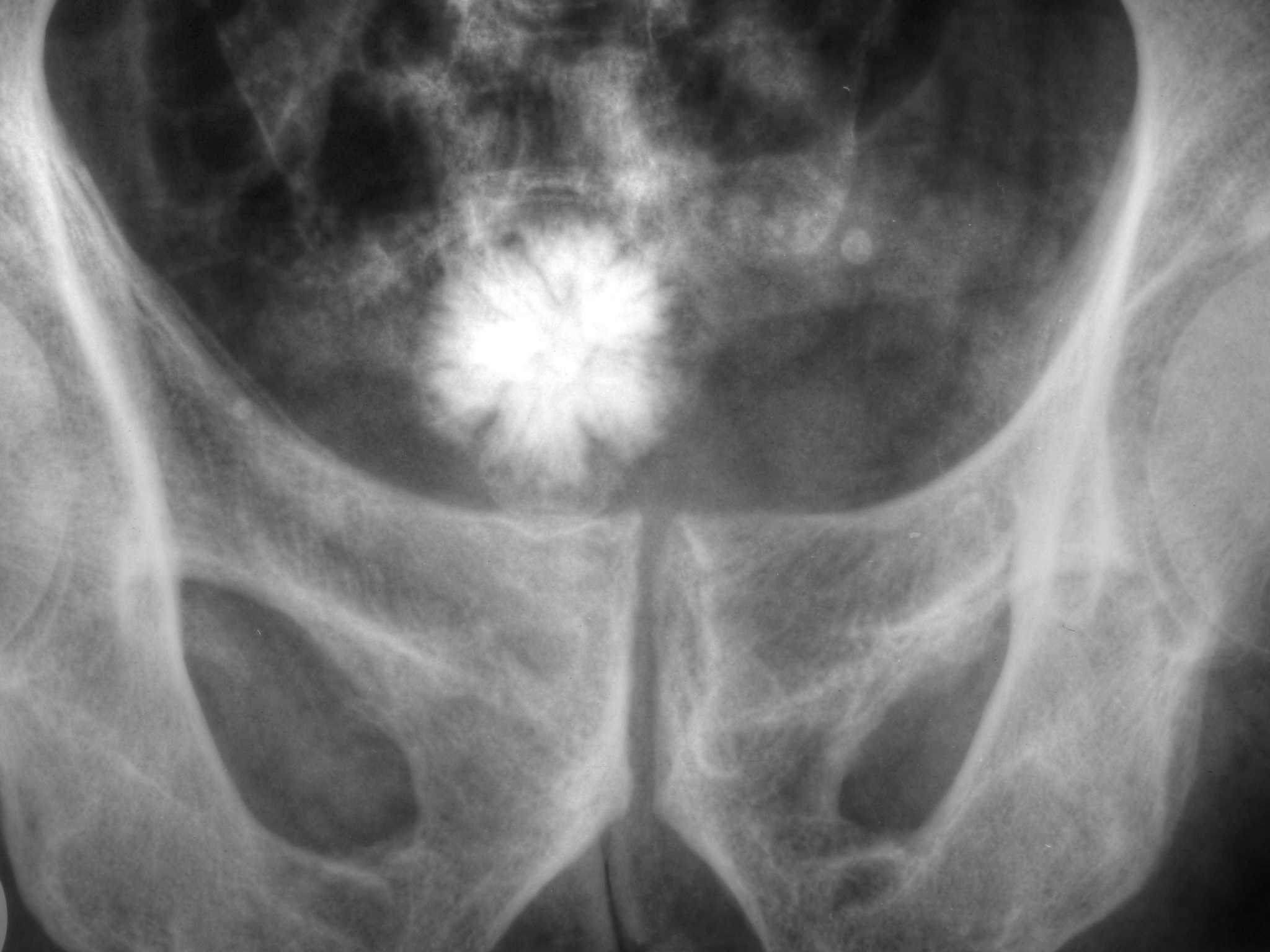
膀胱結石のX線写真

膀胱結石（ぼうこうけっせき、英語: bladder stone, vesical calculus）とは、膀胱に石状の硬い結晶ができる病気、もしくはその石のこと。
結石が出来る仕組みはまだよくわかっていない。ヒトの場合多くは蓚酸カルシウム水和物（{\displaystyle {\ce {CaC2O4*H2O}}}もしくは{\displaystyle {\ce {CaC2O4*2H2O}}}）による結石だが、イヌやネコなどの動物ではストルバイト結石（燐酸アンモニウムマグネシウム {\displaystyle {\ce {NH4MgPO4*6H2O}}}）など他の化合物の結晶であることも多く、鑑別を要する。他に尿酸アンモニウム結石などもある。
結石の多くはX線撮影により発見できるが、種類によっては写らないものもあるため、尿検査や超音波検査、膀胱鏡検査なども用いられる。

## 膀胱結石の治療
治療は、石の性状などにより異なる。
- 体外衝撃波結石破砕術（ESWL） - 体外から衝撃波を当てて結石を砕く方法
- 開腹手術